# Kanton Barrême
Kanton Barrême (fr. Canton de Barrême) je francouzský kanton v departementu Alpes-de-Haute-Provence v regionu Provence-Alpes-Côte d'Azur. Tvoří ho osm obcí.

## Obce kantonu
- Barrême
- Blieux
- Chaudon-Norante
- Clumanc
- Saint-Jacques
- Saint-Lions
- Senez
- Tartonne